# Oleśnica (gmina w województwie poznańskim)
Oleśnica (początkowo Emilienheim) – dawna gmina wiejska istniejąca do 1954 roku w woj. łódzkim i poznańskim. Siedzibą władz gminy była Oleśnica.
Gmina powstała na przełomie XIX i XX wieku z głównej części obszaru zniesionej gminy Emilienheim w powiecie słupeckim. W okresie międzywojennym gmina Oleśnica należała do powiatu słupeckiego w woj. łódzkim. W związku z likwidacją powiatu słupeckiego z dniem 1 kwietnia 1932 roku gmina weszła w skład powiatu konińskiego w tymże województwie. 1 kwietnia 1938 roku gminę wraz z całym powiatem konińskim przeniesiono do woj. poznańskiego.
Po wojnie gmina zachowała przynależność administracyjną. Według stanu z dnia 1 lipca 1952 roku gmina składała się z 13 gromad: Anielewo, Augustynów, Drzewce, Grądzeń, Kopojno, Olchowo, Oleśnica, Oleśnica kol., Skokum, Świątniki, Tarszewo, Wrąbczyn i Wrąbczyn Górski.
Jednostka została zniesiona 29 września 1954 roku wraz z reformą wprowadzającą gromady w miejsce gmin. Po reaktywowaniu gmin z dniem 1 stycznia 1973 roku gminy Oleśnica nie przywrócono, a jej dawny obszar wszedł głównie w skład nowej gminy Zagórów w powiecie słupeckim w tymże województwie.